# Microcerus
Microcerus är ett släkte av skalbaggar. Microcerus ingår i familjen Brachyceridae.

## Dottertaxa tillMicrocerus, i alfabetisk ordning[1]
- Microcerus abyssinicus
- Microcerus albiventer
- Microcerus angusticollis
- Microcerus annuliger
- Microcerus besckei
- Microcerus borrei
- Microcerus cavirostris
- Microcerus costalis
- Microcerus cretaceus
- Microcerus cribellatus
- Microcerus depressus
- Microcerus dorsofumatus
- Microcerus dregei
- Microcerus fahraei
- Microcerus fallax
- Microcerus fissirostris
- Microcerus fossilis
- Microcerus grisescens
- Microcerus idolum
- Microcerus inaequalis
- Microcerus interstitiopunctatus
- Microcerus kirschi
- Microcerus latipennis
- Microcerus melancholicus
- Microcerus oblongus
- Microcerus pascoei
- Microcerus planifrons
- Microcerus retusus
- Microcerus rotundatus
- Microcerus spiniger
- Microcerus spissus
- Microcerus subcaudatus
- Microcerus sulcifrons
- Microcerus tuberifrons
- Microcerus tutanus
- Microcerus vermiculatus